# Сляпо куче (филм)
„Сляпо куче“ е български телевизионен игрален филм (черна комедия) от 1988 година на режисьора Орфей Цоков, по сценарий на Милко Кунев. Оператор е Константин Занков. Музиката във филма е композирана от Найден Андреев. Художник на постановката е Константин Джидров.

## Актьорски състав
| Роля                                  | Изпълнител        |
| ------------------------------------- | ----------------- |
| Приятелят на Милето                   | Николай Цанков    |
| Милето                                | Мариана Станишева |
| Вангел                                | Кирил Господинов  |
| Малкия Маринкьовец                    | Павел Поппандов   |
| Големия Маринкьовец                   | Георги Мамалев    |
| Адвокат Бончев                        | Анани Явашев      |
| Бай Герасим                           | Иван Янчев        |
| съседа-обущар, търсещ майстора Вангел | Иван Обретенов    |
| Жената на Вангел                      | Катя Чукова       |
| Пътничка в автобуса                   | Златина Тодева    |
| Шофьорът на автобуса                  | Петър Михнев      |